# 디비닥 공법
디비닥 공법은 콘크리트 받침대 없이 두 교각에서 콘크리트를 쳐나가다가 만나는 지점에서 슬라브 핀을 연결하는 방법이다.
일반 콘크리트보다 강도가 8배 강해야 하며 슬라브 무게에 대한 정밀한 계산이 필요하다.
원효대교가 대표적이다.